# Milk Link
Milk Link Ltd var ett brittiskt mejerikooperativ som var Storbritanniens största osttillverkare.

## Historik
Mejerikooperativet härrör från när det brittiska konkurrensmyndigheten började utreda mjölkpriserna i landet. Myndigheten fann att mejerikooperativet Milk Marque kontrollerade mer än hälften av den brittiska marknaden för mjölk, vilket gjorde att priserna kunde inte sättas marknadsmässigt. Konkurrensmyndigheten rekommenderade att Milk Marque skulle delas upp i flera självständiga mejerikooperativ. Det blev dock avfärdat av den brittiske handelsministern Stephen Byers eftersom det skulle bli för ett drastiskt drag för mjölkbönderna i England och Wales. Byers beordrade dock att systemet för mjölkförsäljning skulle göras om vilket gjorde att Milk Marque förbjöds att expandera till livsmedelsproduktion såsom ost och yoghurt. Den brittiske handelsministern hade dock tidigare deklarerat att ge den brittiska konkurrensmyndigheten mer frihet och mindre politisk inskränkning vid beslut rörande monopolbildningar och fusioner. Med de nya begränsningarna för Milk Marque beslutade mejerikooperativet 1999 att volontärt dela upp sig i tre regionala mejerikooperativ med namnen Axis, Milk Link och Zenith. Mejerikooperativen grundades officiellt året efter. I ett senare skede blev Axis fusionerat med First Milk och 2007 inleddes det även samtal mellan Milk Link och First Milk om en eventull fusion mellan parterna. I februari 2008 meddelade de båda att fusionen hade dock blivit avbruten efter svårigheter att komma överens om diverse saker såsom värdet av de två mejerikooperativen.
Den 22 maj 2012 meddelade Milk Link att mejerikooperativet skulle fusioneras med danska Arla Foods och det blev officiellt den 1 oktober.